# Hoplopleura minuta
Hoplopleura minuta är en insektsart som beskrevs av Castro 1981. Hoplopleura minuta ingår i släktet Hoplopleura och familjen gnagarlöss. Inga underarter finns listade i Catalogue of Life.